# Solen
Pour les articles homonymes, voir Solen (homonymie) et Couteau (homonymie).
Genre
Solen est un genre de mollusques bivalves de la famille des Solenidae. Il regroupe de nombreuses espèces de coquillages à la forme allongée et couramment appelés couteaux (voir aussi Ensis).

## Liste des espèces
Selon ITIS (16 déc. 2019) : 
- Solen marginatus
- Solen obliquus Sprengler, 1794
- Solen rostriformis Dunker, 1862
- Solen sicarius Gould, 1850
- Solen viridis Say, 1821

## Description

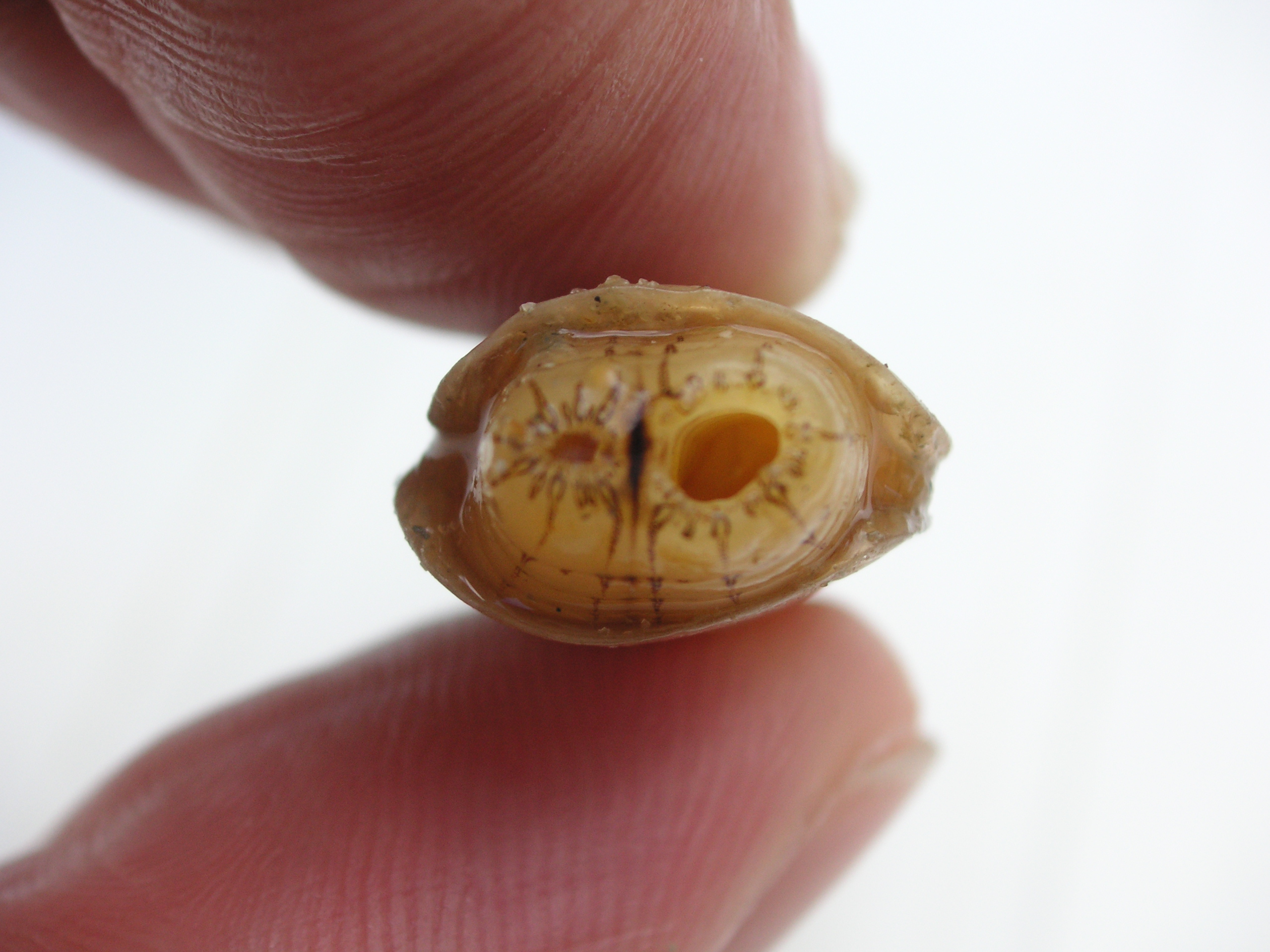
Vue de côté

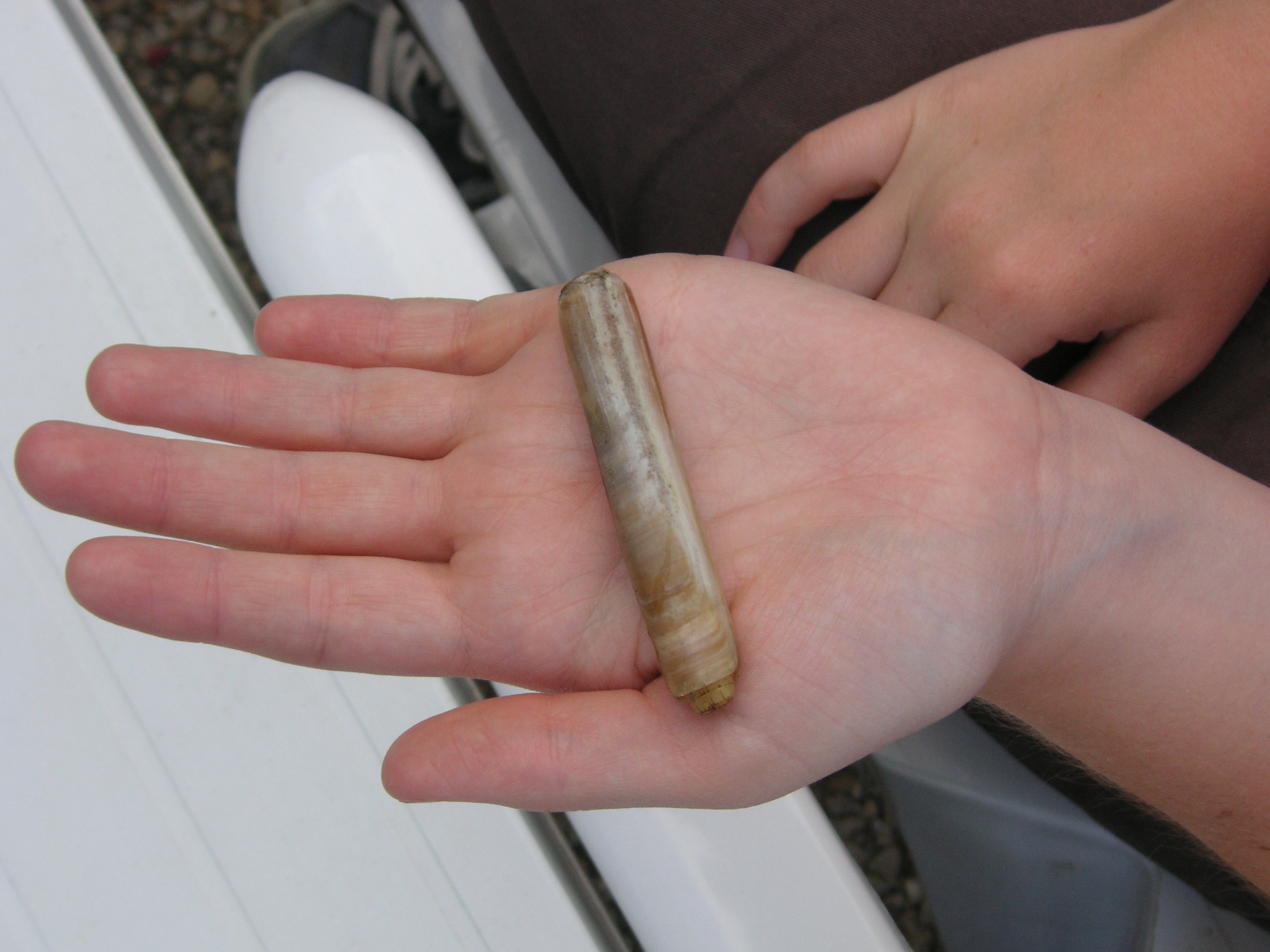
Vue de dessus

Les couteaux sont des bivalves aux coquilles de forme allongée et symétrique. Les coquilles sont lisses et reliées entre elles sur toute la longueur. Leur chair blanc crème est ferme
À l'une des extrémités du coquillage se trouve la tête atrophiée et, de l'autre, le pied en forme de hache.

## Pêche

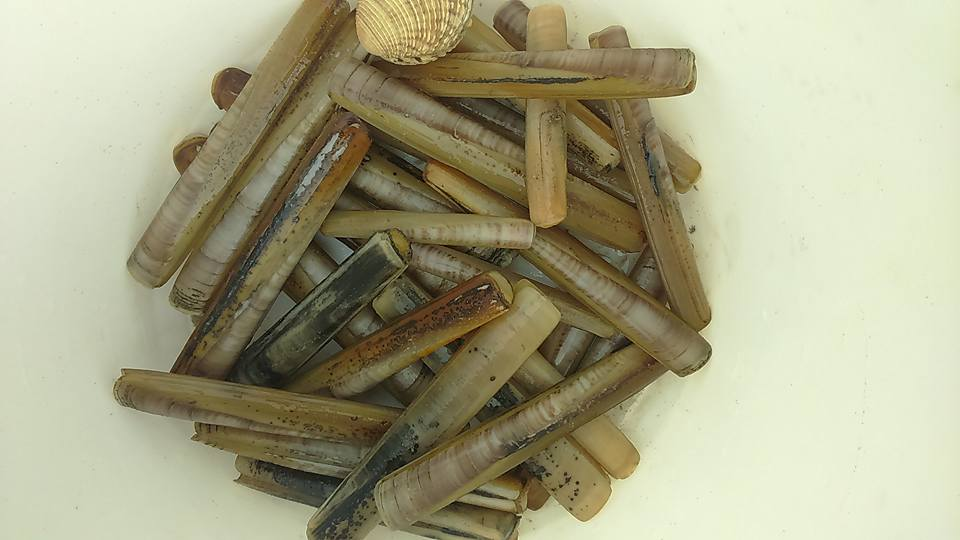
Couteaux fraîchement pêchés sur l'île de Ré.

Le couteau occupe l'estran (la zone comprise entre les marées les plus hautes et les plus basses) de sable à gros grains. Il est aisé à repérer à marée basse par la présence de petits trous en forme de huit.
Comme le couteau s’enfonce dans la vase à 40-50 cm de profondeur, il faut saupoudrer de sel les deux petits conduits d'aération qu'il forme dans le sable et rajouter un peu d'eau de mer afin que le sel pénètre bien dans le conduit. La concentration en sel devenant plus élevée, le couteau sort de son trou. On peut alors le saisir avant qu'il ne replonge dans le sable.
Une autre technique consiste à introduire une baleine de parapluie, recourbée à une de ses extrémités, dans le trou, à travers le couteau et à la faire pivoter d’un quart de tour pour extraire le coquillage. Cette seconde méthode abîme la chair.
Attention, ils sont méfiants : toujours avoir le soleil face à soi et ne pas créer d'ombre sur le trou.
Cette pêche se pratique les jours de grandes marées lorsque la mer se retire au plus loin du rivage.

## Cuisine
Il s'agit d'un coquillage ferme. Ils sont largement cuisinés en Asie et en Europe. S'ils sont plus difficiles à trouver dans cette dernière région du fait du changement des mentalités en matière de consommation, on en trouve encore sur les étalages des poissonniers, en France et en Espagne par exemple. Il est nécessaire de les faire dégorger dans l'eau salée avant de les cuire. On les emploie dans des recettes simples, souvent sautés avec de l'ail, des fines herbes, du gingembre ou encore du piment, déglacés à l'alcool ou encore à la sauce soja selon les pays. Les couteaux peuvent être congelés et la chair demeure ferme après décongélation.